# جاستن واتسون (لاعب كرة قدم أمريكية)
جاستن واتسون (بالإنجليزية: Justin Watson)‏ هو لاعب كرة قدم أمريكية أمريكي، ولد في 4 أبريل 1995 في بريدجفيل في الولايات المتحدة.